# Гра в роздягання
Гра в роздягання або роздяганки — ігри, у яких зняття одягу є елементом або механізмом гри. Одяг можна зняти, щоб зберегти рахунок або як штраф за програш. Деякі ігри є сексуалізованими, і можлива повна втрата одягу вважається частиною звичайної гри у стилі стриптиз, тоді як інші просто припускають втрату одягу як незручність або для візуального розрізнення (як у сорочках проти шкір). Хоча ігри з роздяганням були винайдені незалежно від ігор без роздягання, також ігри, які зазвичай не передбачають втрату одягу, можна адаптувати до роздягання. Деякі набори правил більш піддаються адаптації, ніж інші; але, як правило, ігри в роздягання є гнучкими і призначені для створення атмосфери веселощів у групі дорослих за згодою.

## Відомі ігри

### «Дурень»
Популярна в пострадянському просторі карткова гра, адаптована для включення елементу роздягання. Правила:
- Гравці грають у стандартну версію «Дурня» (карткова гра, де потрібно позбутися всіх карт).
- Гравець, який програв раунд (залишився з картами), знімає елемент одягу.
- Гра триває кілька раундів, зазвичай із заздалегідь визначеним лімітом.

### Кубик на роздягання[1][2][3]
Гра (Strip Dice) з використанням гральних кубиків, де результат кидка визначає, чи потрібно знімати одяг. Правила:
- Гравці по черзі кидають один або два кубики.
- Перед грою домовляються, які числа відповідають зняттю одягу (наприклад, сума 2 або 12).
- Якщо випадає «програшне» число, гравець знімає елемент одягу.
- Гра може тривати до певного моменту або до виконання всіх умов.

### Маджонг
Було видано багато відеоігор зі стрип-маджонгом (脱衣麻雀だついマージャン, datsui mājan), особливо японськими компаніями, що займаються розробкою програмного забезпечення.

### Мурче дарі
«Murcheh dareh che kar konam?» («Тут є мурахи, що мені робити?»), або просто «Мурче дарі» (مورچه داره, There Are Ants), — це традиційна іранська гра, заснована на танцях у яку грають жінки, хоча існує і пародія у ролі чоловіків («Зар газідам»).

### Пиво-понг
Американська гра (Strip Beer Pong), де учасники кидають м’ячик для пінг-понгу в стакани, а програш може передбачати зняття одягу. Правила:
- Дві команди (або гравці) ставлять стакани з напоями у формі трикутника.
- Гравці по черзі кидають м’ячик, намагаючись потрапити в стакан суперника.
- Якщо м’ячик потрапляє в стакан, суперник випиває напій (за бажанням) і знімає елемент одягу.
- Гра завершується, коли одна команда «очищає» усі стакани суперника або за домовленістю.

### Пляшка
Гра, що базується на випадковому виборі учасників за допомогою обертання пляшки, із можливістю додавання елементу роздягання. Правила:
- Гравці сідають у коло, а пляшку розкручують у центрі.
- Той, на кого вказує горлечко пляшки, виконує завдання зі зняття одягу.
- Гра триває до певної кількості раундів або за бажанням учасників.

### Покер
Стриптиз-покер — гра та різновид традиційного покеру, де гравці знімають одяг, коли програють раунд. Будь-яку форму покеру можна адаптувати до стрип-форми; однак зазвичай у неї грають простими варіантами з кількома раундами ставок, як-от п'ятикарткове дро.
У стрип-покер можуть грати одностатеві групи або змішані групи в соціальних ситуаціях і призначені для створення атмосфери веселощів і полегшення соціальної атмосфери шляхом зняття одягу. Незважаючи на те, що гра іноді використовується як тип прелюдії, сама по собі вона зазвичай не вважається сексуальною взаємодією через те, що вона не потребує контакту, а повне оголення відбувається лише в кінці гри, а іноді й зовсім не (залежно від на варіанти правил). Гра іноді інтегрована з правил Truth or Dare?. Стрип-покер був адаптований для одиночної гри, наприклад, за допомогою онлайн- або офлайн-відеоігор.

#### Правила
На початку кожного ходу кожен гравець повинен зняти предмет одягу як ставку. Якщо грають дві пари, перед роздачею карт у банку має бути чотири черевики. На початку один із предметів одягу видаляється з гри назавжди. Таким чином, переможець отримає три предмети одягу в ставку.
Відкривач повинен зробити ставку, і їх можна підняти, як у звичайному покері. Після жеребкування гравці роблять ще одну ставку, як у звичайному покері. Знявши предмет одягу, його неможливо одягнути назад. Одяг просто використовується як ставка для ставок. Можна робити ставки лише на одяг. Жоден гравець не може вийти після початку гри без втрати всіх предметів одягу.

#### Стратегія
У деяких наборах правил гравці, які скидають карти до флопу, не зобов'язані роздягатися. Таким чином, гравець, якому незручно роздягатися (або, що трапляється частіше, гравець, який не хоче роздягатися повністю), може просто складати руки дуже часто або щоразу до флопу, по суті, граючи «вузьку» префлоп-стратегію. Використовуючи цю стратегію, гравець може залишатися одягненим протягом всієї гри, просто складаючи руки.
Стрип-покер вимагає іншої загальної стратегії, ніж покер зі ставками, оскільки максимальна втрата в роздачі у стрип-покері (як правило) становить один предмет одягу. В умовах ставок гравець, який залишається в банку зі слабкою рукою, може втратити багато фішок за одну роздачу. У стрип-покері ризик залишитися в роздачі значно обмежений, тому гравці можуть розігрувати роздачі з меншою ймовірністю, ніж у кеш-грі. Наприклад, у кеш-грі, оскільки стріт-дро трапляється лише у 8 % випадків, інсайдерський стріт може бути поганою роздачею, звідси і приказка: «Ніколи не розігруйте інсайдерський стріт». У стрип-покері, коли потенційна втрата становить лише один предмет одягу, незалежно від того, скинете ви його або зробите колл, 8 % шанс виграти роздачу краще, ніж альтернатива.
Інший варіант використовує якийсь жетон для ставок, що дозволяє використовувати звичайні покерні стратегії. Коли у гравця закінчуються жетони, він може «продати» одяг за додаткові жетони, щоб залишитися в грі.

#### Історія
Хоча було припущено, що стриптиз-покер виник у борделях Нового Орлеана в Сполучених Штатах приблизно в той самий час, що й оригінальний покер у ХІХ столітті, цей термін підтверджено лише з 1916 року. Швидше за все, стрип-покер почався як розіграш серед хлопців, і аж у 1930-х роках нинішню різновид гри зі змішаними статями в Англії називали «змішаним стрип-покером», щоб відрізнити її від суто чоловічої різновиди.

### Правда або дія?
Популярна гра, де гравці обирають між відповіддю на запитання або виконанням завдання, одним із яких може бути зняття одягу. Правила:
- Гравці по черзі обирають «правду» (відповісти на запитання) або «дію» (виконати завдання).
- Якщо гравець обирає «дію», як завдання йому можуть запропонувати зняти елемент одягу.
- У разі відмови від виконання завдання може бути альтернативний штраф (наприклад, додаткове завдання).
- Гра триває за домовленістю, часто з попередньо встановленими межами.

### Якюкен
Популяризований Кінічі Гаґімото (хоча він пізніше висловив жаль) і натхненний сучасними японськими розіграшами бейсболу — Якюкен (野球拳) означає «бейсбольний кулак» — ігри на роздягання стали популярним елементом комедійних та ігрових шоу в середині ХХ століття, спочатку у формі якюкен, де грають кілька раундів у дзян-кен-пон (камінь-ножиці-папір), які транслюються по телебаченню, а той, хто програв, знімає з себе шар одягу.

## Законність
Залежно від юрисдикції та конкретних обставин гри, ігри в роздягання можуть підлягати регулюванню на підставі норм носіння (або неносіння) одягу, ігор і азартних ігор, а також сексуального самовираження. Крім того, усне примушування когось грати в стриптиз часто вважається формою сексуальних домагань.
У 2013 році концепція ставок на стриптиз була запущена в Сполучених Штатах шляхом створення прямих інтернет-трансляцій за допомогою моделей і порнозірок, які роблять ставки на футбольні ігри та знімають одяг, коли програють.